# Inför döden
Inför döden är en pjäs i en akt av August Strindberg, utgiven 1893. Den hade urpremiär på Intima Teatern den 5 mars 1910.
Dramat utspelar sig i Strindbergs samtid, på ett pensionat i Schweiz. Strindberg sade sig ha inspirerats av Shakespeares pjäs Kung Lear. Pjäsen handlar om pensionatsvärden monsieur Durand, som när konkursen står för dörren ansätts av sina tre döttrar, som alla tar sin döda moders parti. Den yngsta av döttrarna är tanklös och självupptagen, medan den äldsta är hård och dömande. Pjäsen slutar med att Durand sätter eld på pensionatet och tar gift, för att försäkringspengarna ska säkra döttrarnas framtid.